# Élections générales anglaises de 1661
 (juin 2017).
Les élections générales anglaises de 1661 se sont déroulées en Angleterre en 1661 sous le règne de Charles II. Ces élections sont remportées par le parti royaliste[réf. nécessaire]. On parle de Parlement cavalier car le parlement issu de ces élections compte un certain nombre d'anciens Cavaliers ou des fils d'anciens Cavaliers.